# Canitar
Canitar là một đô thị ở bang São Paulo của Brasil. Đô thị này nằm ở vĩ độ 23º00'23" độ vĩ nam và kinh độ 49º47'00" độ vĩ tây, trên khu vực có độ cao 508 m. Dân số năm 2004 ước tính là 4 016 người. Đô thị này có diện tích 57,4 km². Các sông chảy qua đô thị này gồm: Sông Paranapanema và Ribeirão da Figueira
Về đường bộ có xa lộ SP-270.